# Passirac
Passirac ist eine westfranzösische Gemeinde mit 251 Einwohnern (Stand: 1. Januar 2022) im Département Charente in der Region Nouvelle-Aquitaine (vor 2016 Poitou-Charentes). Sie gehört zum Arrondissement Cognac und zum Kanton Charente-Sud. Die Einwohner werden Passiracais genannt.

## Lage
Passirac liegt etwa 34 Kilometer südsüdwestlich von Angoulême. Umgeben wird Passirac von den Nachbargemeinden Chillac im Westen und Norden, Berneuil im Norden, Sainte-Soline im Nordosten, Châtignac im Osten, Brossac im Osten und Südosten sowie Guizengeard im Südwesten.

## Bevölkerungsentwicklung
| Jahr                       | 1962 | 1968 | 1975 | 1982 | 1990 | 1999 | 2006 | 2019 |
| Einwohner                  | 379  | 341  | 287  | 242  | 217  | 227  | 241  | 240  |
| Quellen: Cassini und INSEE |      |      |      |      |      |      |      |      |

## Sehenswürdigkeiten
- Kirche Saint-Pierre aus dem 12. Jahrhundert, Monument historique seit 1991
- Schloss Châtelard

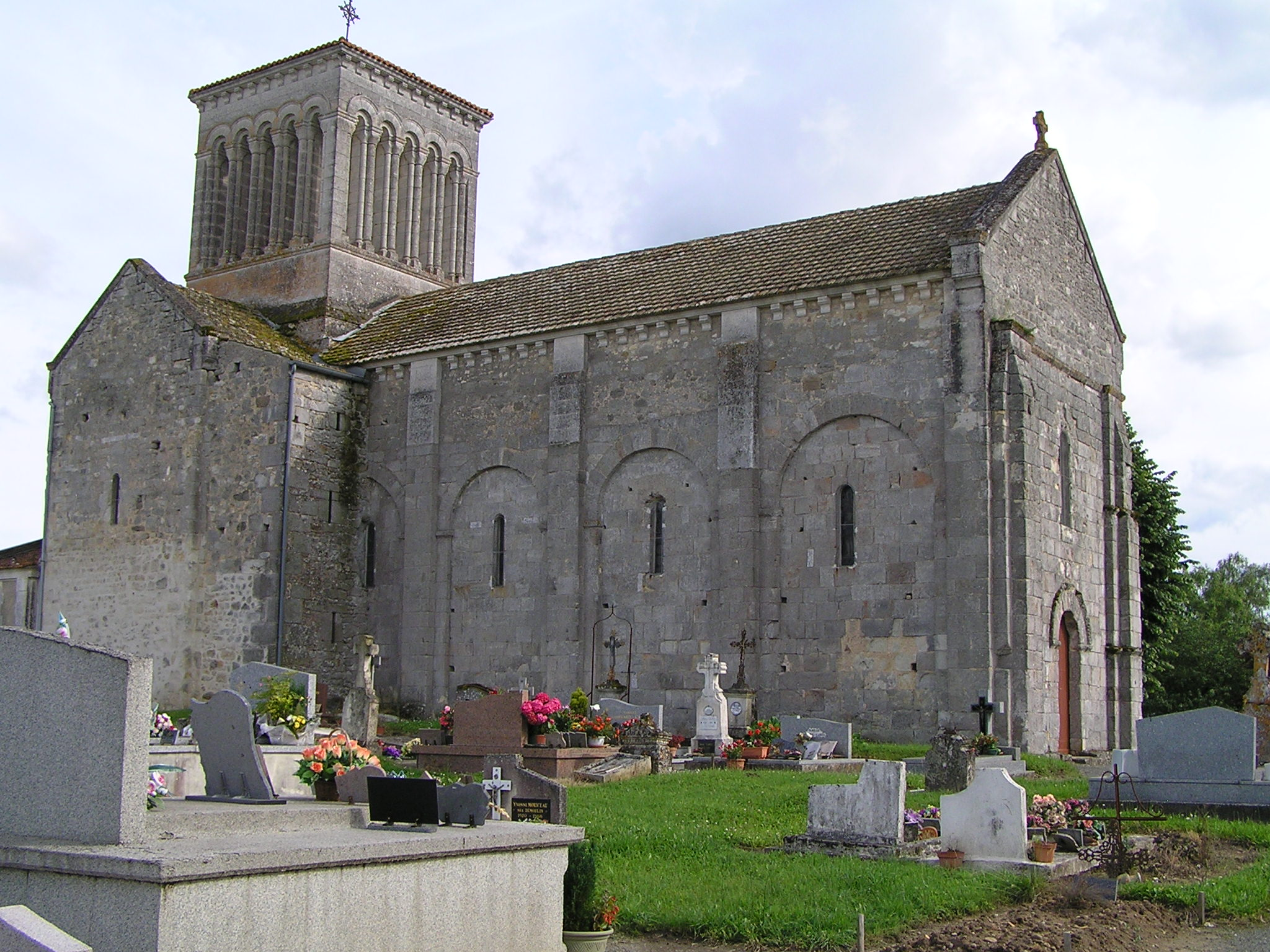
Kirche Saint-Pierre
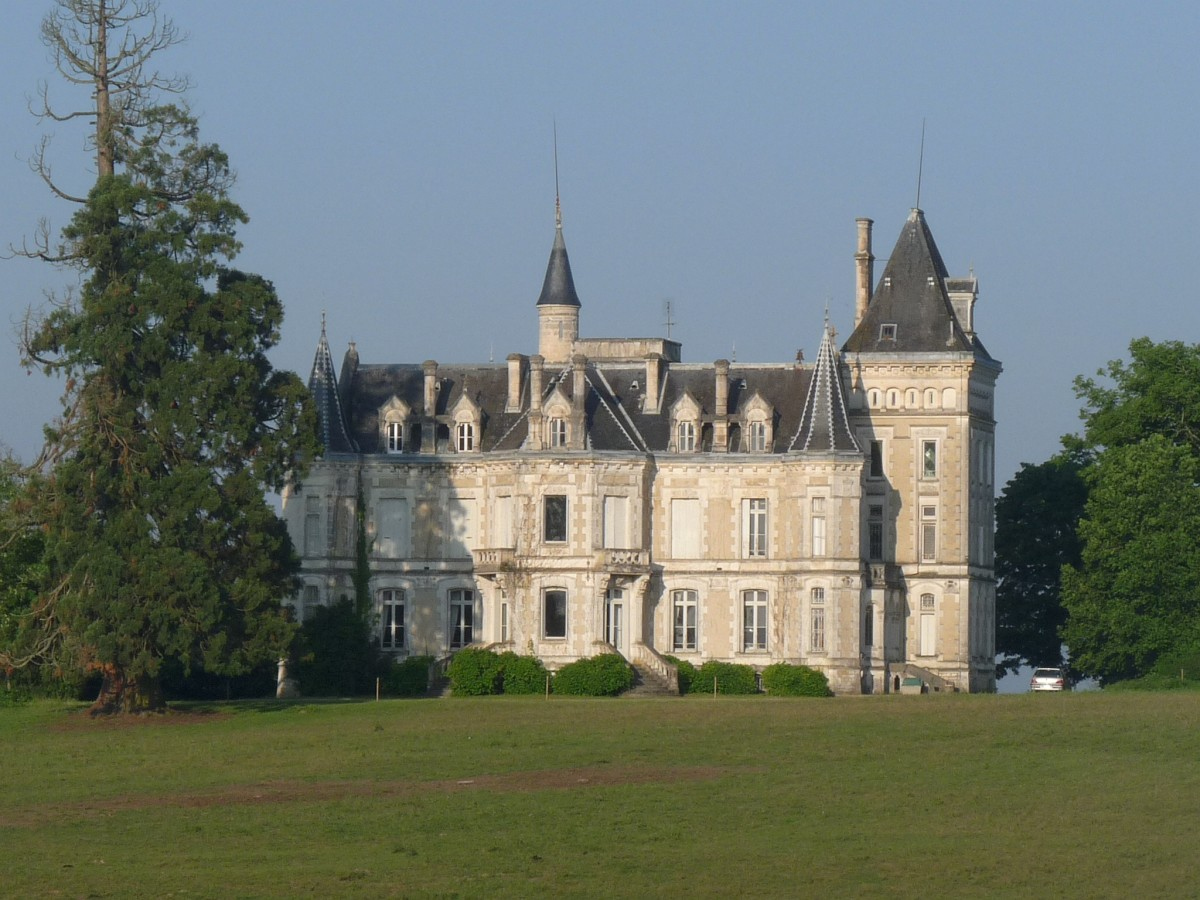
Schloss Châtelard